# Sarcoscypha dudleyi
Sarcoscypha dudleyi, es una especie de hongo de la familia Sarcoscyphaceae, del orden Pezizales. A menudo se ha confundido con Sarcoscypha coccinea, pero se puede distinguir de esta y otras especies relacionadas del género Sarcoscypha por diferencias en sus características microscópicas, como la presencia y el número de gotas de aceite en las esporas. Una forma imperfecta del hongo, que carece de una etapa de reproducción sexual en su ciclo de vida, se clasifica como la especie Molliardiomyces dudleyi.
Además de su distribución principal en el centro y este de los Estados Unidos, el hongo también se ha registrado una vez en Bulgaria.

## Taxonomía
La especie fue recolectada por primera vez por el botánico William Russell Dudley en octubre de 1888, en el condado de Tompkins, Nueva York. El micólogo estadounidense Charles Horton Peck, que la describió en el Informe Anual de 1894 del Botánico del Estado de Nueva York, la bautizó como Peziza Dudleyi en honor a su descubridor. Peck observó un parecido físico con P. aurantia (ahora conocida como Aleuria aurantia) y P. inaequalis, y afirmó que se podía distinguir de esas especies por su himenio amarillo y sus esporas más grandes. Varios micólogos han considerado que la especie es sinónimo de S. coccinea. Sin embargo, como señaló más tarde Harrington (1990), «no se puede subestimar la importancia del material fresco para el diagnóstico de las especies, especialmente para observar la gutulación de las ascosporas. Aunque había examinado material (especímenes secos de herbario) del oeste de América del Norte, no estaba preparado para reconocer ese grupo como una especie distinta de las dos grandes especies del este de América del Norte hasta que vi material fresco (vivo)». Como ocurre con muchos hongos, las diferencias microscópicas entre especies similares solo pueden determinarse con precisión examinando material fresco. Harrington analizó especímenes de herbario y material fresco de especímenes norteamericanos de «S. coccinea» y descubrió que tanto S. dudleyi como S. austriaca solían identificarse erróneamente. Estos resultados coincidían con un análisis similar de especímenes europeos realizado en 1984 por Hans-Otto Baral.
|  | S. korfiana                                                       |
|  |                                                                   |
|  | \| \| S. occidentalis \| \| \| \| \| \| S. mesocyatha \| \| \| \| |
|  |                                                                   |
|  | S. occidentalis                                                   |
|  |                                                                   |
|  | S. mesocyatha                                                     |
|  |                                                                   |

|  | S. occidentalis |
|  |                 |
|  | S. mesocyatha   |
|  |                 |

|  | \| \| S. dudleyi \| \| \| \| \| \| S. emarginata \| \| \| \| |
|  |                                                              |
|  | S. hosoyae                                                   |
|  |                                                              |
|  | S. dudleyi                                                   |
|  |                                                              |
|  | S. emarginata                                                |
|  |                                                              |

|  | S. dudleyi    |
|  |               |
|  | S. emarginata |
|  |               |

|  | S. korfiana                                                       |
|  |                                                                   |
|  | \| \| S. occidentalis \| \| \| \| \| \| S. mesocyatha \| \| \| \| |
|  |                                                                   |
|  | S. occidentalis                                                   |
|  |                                                                   |
|  | S. mesocyatha                                                     |
|  |                                                                   |

|  | S. occidentalis |
|  |                 |
|  | S. mesocyatha   |
|  |                 |

|  | \| \| S. dudleyi \| \| \| \| \| \| S. emarginata \| \| \| \| |
|  |                                                              |
|  | S. hosoyae                                                   |
|  |                                                              |
|  | S. dudleyi                                                   |
|  |                                                              |
|  | S. emarginata                                                |
|  |                                                              |

|  | S. dudleyi    |
|  |               |
|  | S. emarginata |
|  |               |

|  | S. korfiana                                                       |
|  |                                                                   |
|  | \| \| S. occidentalis \| \| \| \| \| \| S. mesocyatha \| \| \| \| |
|  |                                                                   |
|  | S. occidentalis                                                   |
|  |                                                                   |
|  | S. mesocyatha                                                     |
|  |                                                                   |

|  | S. occidentalis |
|  |                 |
|  | S. mesocyatha   |
|  |                 |

|  | \| \| S. dudleyi \| \| \| \| \| \| S. emarginata \| \| \| \| |
|  |                                                              |
|  | S. hosoyae                                                   |
|  |                                                              |
|  | S. dudleyi                                                   |
|  |                                                              |
|  | S. emarginata                                                |
|  |                                                              |

|  | S. dudleyi    |
|  |               |
|  | S. emarginata |
|  |               |

|  | S. korfiana                                                       |
|  |                                                                   |
|  | \| \| S. occidentalis \| \| \| \| \| \| S. mesocyatha \| \| \| \| |
|  |                                                                   |
|  | S. occidentalis                                                   |
|  |                                                                   |
|  | S. mesocyatha                                                     |
|  |                                                                   |

|  | S. occidentalis |
|  |                 |
|  | S. mesocyatha   |
|  |                 |

|  | \| \| S. dudleyi \| \| \| \| \| \| S. emarginata \| \| \| \| |
|  |                                                              |
|  | S. hosoyae                                                   |
|  |                                                              |
|  | S. dudleyi                                                   |
|  |                                                              |
|  | S. emarginata                                                |
|  |                                                              |

|  | S. dudleyi    |
|  |               |
|  | S. emarginata |
|  |               |

|  | S. korfiana                                                       |
|  |                                                                   |
|  | \| \| S. occidentalis \| \| \| \| \| \| S. mesocyatha \| \| \| \| |
|  |                                                                   |
|  | S. occidentalis                                                   |
|  |                                                                   |
|  | S. mesocyatha                                                     |
|  |                                                                   |

|  | S. occidentalis |
|  |                 |
|  | S. mesocyatha   |
|  |                 |

|  | \| \| S. dudleyi \| \| \| \| \| \| S. emarginata \| \| \| \| |
|  |                                                              |
|  | S. hosoyae                                                   |
|  |                                                              |
|  | S. dudleyi                                                   |
|  |                                                              |
|  | S. emarginata                                                |
|  |                                                              |

|  | S. dudleyi    |
|  |               |
|  | S. emarginata |
|  |               |

|  | S. korfiana                                                       |
|  |                                                                   |
|  | \| \| S. occidentalis \| \| \| \| \| \| S. mesocyatha \| \| \| \| |
|  |                                                                   |
|  | S. occidentalis                                                   |
|  |                                                                   |
|  | S. mesocyatha                                                     |
|  |                                                                   |

|  | S. occidentalis |
|  |                 |
|  | S. mesocyatha   |
|  |                 |

|  | \| \| S. dudleyi \| \| \| \| \| \| S. emarginata \| \| \| \| |
|  |                                                              |
|  | S. hosoyae                                                   |
|  |                                                              |
|  | S. dudleyi                                                   |
|  |                                                              |
|  | S. emarginata                                                |
|  |                                                              |

|  | S. dudleyi    |
|  |               |
|  | S. emarginata |
|  |               |

|  | S. korfiana                                                       |
|  |                                                                   |
|  | \| \| S. occidentalis \| \| \| \| \| \| S. mesocyatha \| \| \| \| |
|  |                                                                   |
|  | S. occidentalis                                                   |
|  |                                                                   |
|  | S. mesocyatha                                                     |
|  |                                                                   |

|  | S. occidentalis |
|  |                 |
|  | S. mesocyatha   |
|  |                 |

|  | \| \| S. dudleyi \| \| \| \| \| \| S. emarginata \| \| \| \| |
|  |                                                              |
|  | S. hosoyae                                                   |
|  |                                                              |
|  | S. dudleyi                                                   |
|  |                                                              |
|  | S. emarginata                                                |
|  |                                                              |

|  | S. dudleyi    |
|  |               |
|  | S. emarginata |
|  |               |

|  | S. korfiana                                                       |
|  |                                                                   |
|  | \| \| S. occidentalis \| \| \| \| \| \| S. mesocyatha \| \| \| \| |
|  |                                                                   |
|  | S. occidentalis                                                   |
|  |                                                                   |
|  | S. mesocyatha                                                     |
|  |                                                                   |

|  | S. occidentalis |
|  |                 |
|  | S. mesocyatha   |
|  |                 |

|  | \| \| S. dudleyi \| \| \| \| \| \| S. emarginata \| \| \| \| |
|  |                                                              |
|  | S. hosoyae                                                   |
|  |                                                              |
|  | S. dudleyi                                                   |
|  |                                                              |
|  | S. emarginata                                                |
|  |                                                              |

|  | S. dudleyi    |
|  |               |
|  | S. emarginata |
|  |               |

Las relaciones filogenéticas del género Sarcoscypha fueron analizadas por Francis Harrington a finales de la década de 1990. El análisis cladístico combinó la comparación de secuencias del espaciador transcrito interno del ARN no funcional con quince caracteres morfológicos tradicionales, como las características de las esporas, la forma del cuerpo fructífero y el grado de rizado del pelo. Según este análisis, S. dudleyi forma parte de un clado de taxones relacionados evolutivamente que incluye las especies S. occidentalis, S. emarginata, S. hosoyae, S. korfiana y S. mesocyatha. Todas estas especies contienen grandes gotas de aceite en sus esporas, en contraste con el otro clado principal de Sarcoscypha (que contiene la especie tipo S. coccinea), caracterizado por tener gotas más pequeñas y numerosas.
Sarcoscypha dudleyi se conoce comúnmente como «copa carmesí» o «copa escarlata», nombre que comparte con S. coccinea.

## Descripción

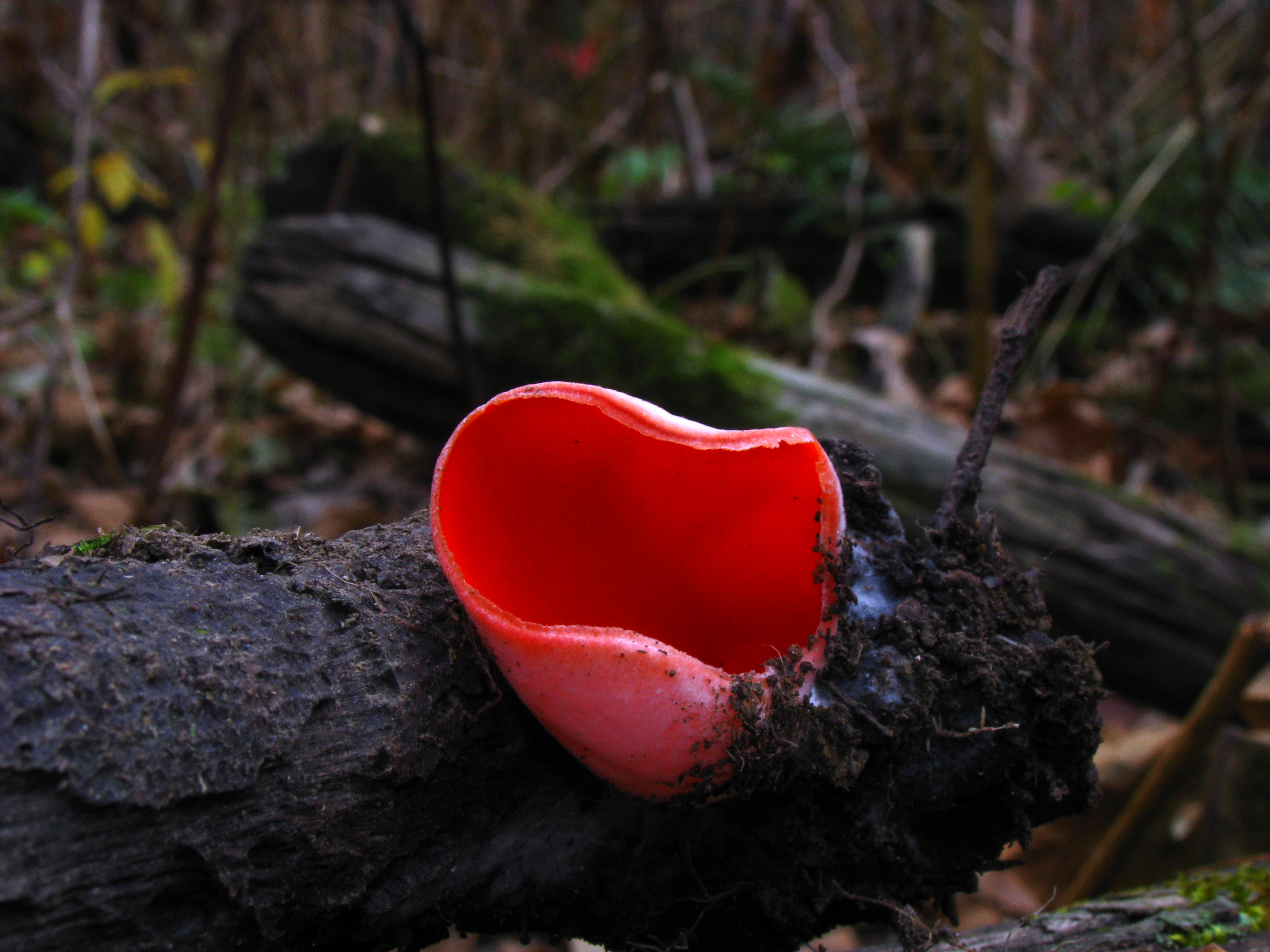
Cuerpo fructífero que crece sobre madera

El cuerpo fructífero mide entre 2 y 6 cm (3⁄4-2+1⁄4 pulgadas) de ancho y tiene forma de copa poco profunda a profunda. La superficie exterior del cuerpo fructífero está cubierta de «pelos» blanquecinos y enmarañados, mientras que la superficie fértil interior de la copa (el himenio) es de color escarlata a rojo anaranjado. El borde de la copa (o margen) está curvado hacia dentro en los cuerpos frutales jóvenes. El tallo, si lo hay, es corto.
Los ascos miden entre 400 y 500 por 12 y 14 μm, son cilíndricos y operculados. Las ascosporas son elípticas a cilíndricas con extremos redondeados, uniseriadas, hialinas y miden entre 26 y 40 por 10 y 12 μm. Contienen dos grandes gotas de aceite en cada extremo; las gotas de aceite son caracteres taxonómicos útiles que pueden utilizarse para ayudar a distinguir S. dudleyi de otras especies de Sarcoscypha. Las esporas están cubiertas por una vaina mucilaginosa, lo que normalmente provoca que las ocho esporas del asco sean expulsadas juntas.  Las paráfisis (células terminales filamentosas estériles de las hifas en el himenio) son delgadas, ligeramente agrandadas en la parte superior y contienen numerosos gránulos rojos. Los gránulos contienen pigmentos carotenoides como la plectaniaxantina o el betacaroteno, y dan color al cuerpo fructífero.

### Forma anamórfica
Los hongos anamórficos o imperfectos son aquellos que parecen carecer de una fase sexual en su ciclo de vida y que, por lo general, se reproducen mediante el proceso de mitosis en estructuras llamadas conidios. En algunos casos, la fase sexual —o fase teleomórfica— se identifica posteriormente y se establece una relación teleomórfico-anamórfico entre las especies. El Código Internacional de Nomenclatura Botánica permite el reconocimiento de dos (o más) nombres para un mismo organismo, uno basado en el teleomorfo y el otro (u otros) restringido al anamorfismo. El estado anamórfico de S. dudleyi es Molliardiomyces dudleyi.

## Hábitat y distribución

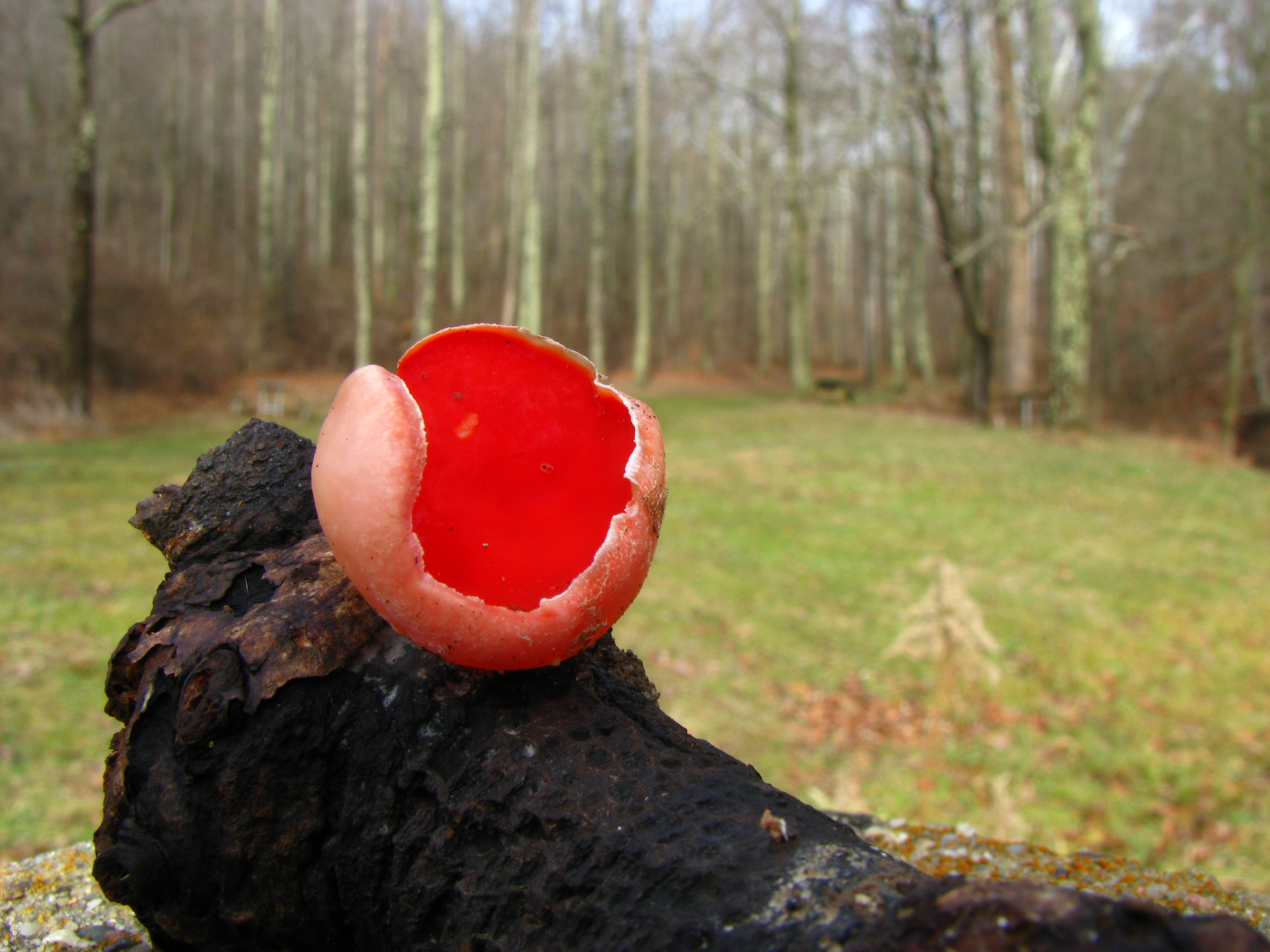
En el Parque Estatal Strouds Run, Ohio

Sarcoscypha dudleyi es una especie saprófita que obtiene nutrientes mediante la descomposición de polisacáridos complejos insolubles presentes en materiales leñosos, como la celulosa y la lignina. Los cuerpos fructíferos crecen de forma aislada o en grupos muy pequeños y se adhieren a ramas enterradas o parcialmente enterradas en los bosques. Se ha observado que el tilo americano es el tipo de madera preferido por esta especie. Los cuerpos fructíferos suelen aparecer a principios de primavera, pero en ocasiones también pueden aparecer a finales de otoño. Aunque su distribución parece estar restringida en gran medida al este de los Estados Unidos, en 1994 se registró su presencia en Bulgaria, lo que supuso la primera recolección en Europa.